# Transcend: Nine Steps to Living Well Forever
Transcend: Nine Steps to Living Well Forever är en bok skriven av Ray Kurzweil och Terry Grossman som utgavs 2009. Boken är uppföljaren till Fantastic Voyage: Live Long Enough to Live Forever från 2004 och har samma tema, livsförlängning.